# Скороходов, Константин Александрович
Константи́н Алекса́ндрович Скорохо́дов (род. 24 марта 1982) — офицер российского спецподразделения «Вымпел», Подполковник, участник боевых действий на территории Северного Кавказа. В ходе выполнения боевого задания подорвался на мине, что привело к травматической ампутации обеих ног и тяжёлой травме левой руки. В настоящее время — спортсмен-паралимпиец, мастер спорта России по плаванию.

## Биография
Отец — Александр Павлович, ветеран Группы «А» КГБ СССР; мать — Татьяна Владимировна. С детства занимался плаванием  в бассейне Дворца детского (юношеского) творчества на Воробьёвых горах. В 1999 году, получив среднее образование, поступил в Бабушкинское военное училище, закончив обучение в котором, в 2004 году пытался поступить в Управление «А» ЦСН ФСБ, однако был направлен в Управление «В».
На должности помощника пулемётчика принимал участие в освобождении заложников в школе № 1 г. Беслана. В этой первой для него боевой операции непосредственным начальником Константина был подполковник Олег Ильин. Позже участвовал в различных спецоперациях ФСБ на территории Чечни и Ингушетии, например — в ликвидации Аслана Масхадова, проведённой 8 марта 2005 года в селе Толстой-Юрт. Помимо непосредственного участия в боевых действиях являлся внештатным инструктором по огневой и горной подготовке. С 2007 года часто направлялся в служебные командировки в Чечню. Весной 2009 года в Урус-Мартановском районе, где Скороходов в составе группы выполнял специальную операцию, подорвался на мине и погиб полковник ФСБ Алексей Баландин, которого Константин называет одним из своих учителей и человеком, на которого всегда равнялся.
22 апреля 2010 года, во время поиска замаскированной базы чеченских бандформирований, Константин Скороходов подорвался на мине, потерял обе ноги и получил серьёзную травму левой руки. Несколько километров до вертолёта его нёс подполковник Павел Скороходов, однофамилец. Проходил начальный курс лечения в госпитале «Северный» (Грозный), затем был переправлен в Голицыно. Константина на неделю погрузили в состояние искусственной комы, чтобы избежать болевого шока.
В конце 2010 года, после окончания лечения, в оздоровительных целях занялся плаванием на базе ДЮСШ № 30 под руководством своей сестры Екатерины. Затем попытался участвовать в соревнованиях. В марте 2011 года занял первое место на чемпионате Москвы среди спортсменов-паралимпийцев. В апреле на чемпионате России, проходившем в Дзержинске, занял третье место с результатом 2 минуты 23 секунды (победитель проплыл за 1 минуту 50 секунд). В том же году стал серебряным призёром Кубка России. В 2013 году получил звание мастера спорта России по плаванию. В следующем году завоевал бронзу на чемпионате России и серебро на Кубке Александра Попова. Любимым стилем плавания называет брасс и сетует на сложности с обучением плаванию на спине.
Женат. Воспитывает двоих детей.